# Балтийский симфонический оркестр
Балти́йский симфони́ческий орке́стр — санкт-петербургский оркестр, созданный в 2010 году.

## История
Коллектив родился в 2010 году по инициативе музыканта, гобоиста, Евгения Щёголева, который стал его директором. К сотрудничеству были приглашены оркестровые музыканты Санкт-Петербурга, а также известные артисты со всего Балтийского региона. Руководство коллективом осуществляет художественный совет, который состоит из попечителей оркестра, нескольких дирижёров и концертмейстеров групп. С оркестром сотрудничали: Дмитрий Хворостовский, Марчелло Джордани, Николь Кабелль, Константин Орбелян, Маттео Тахери, Дирк Фишер, Георгий Жеряков, Эдуард Цанга, Екатерина Шиманович.

## Деятельность оркестра

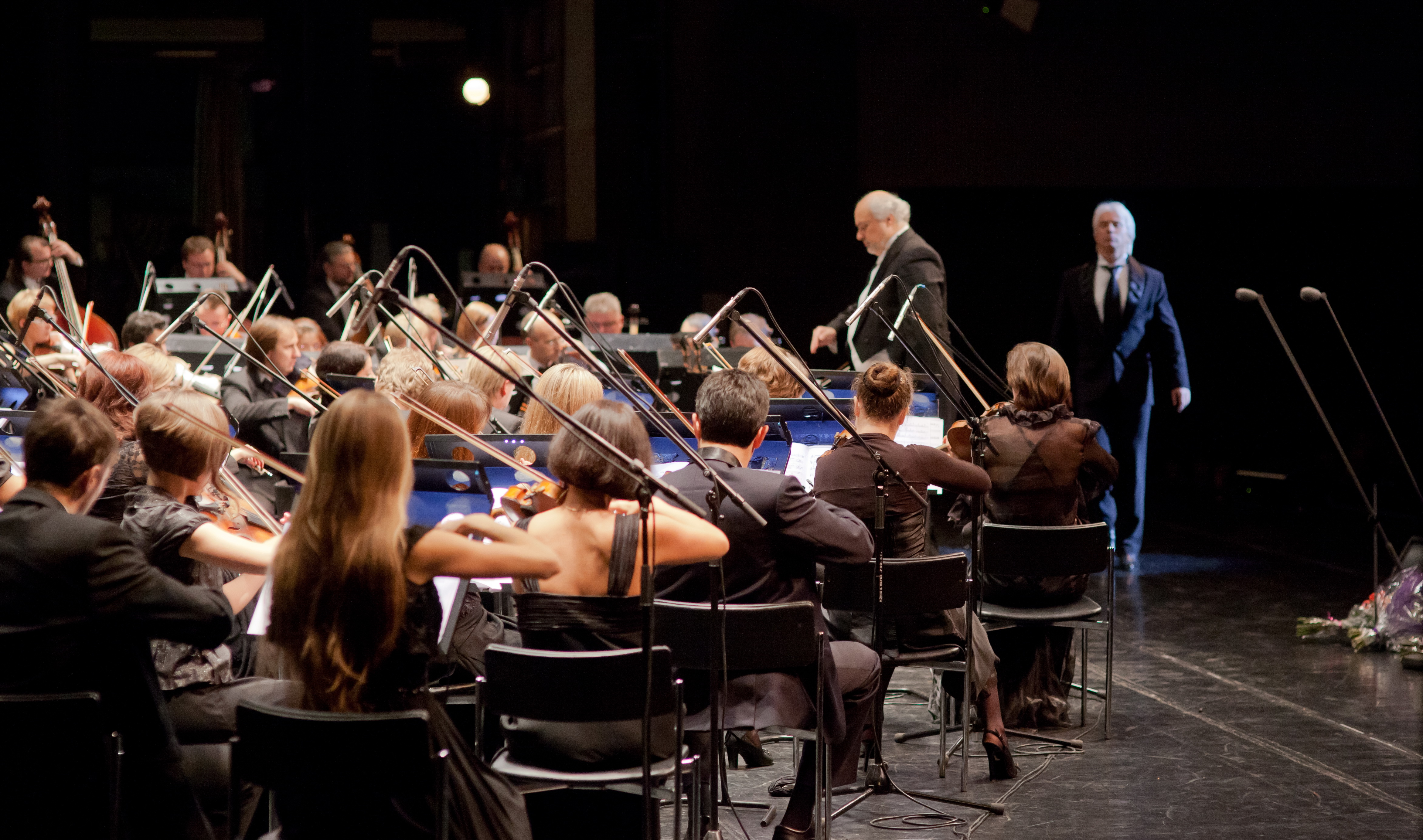
Концерт Д.Хворостовского в сопровождении Балтийского симфонического оркестра

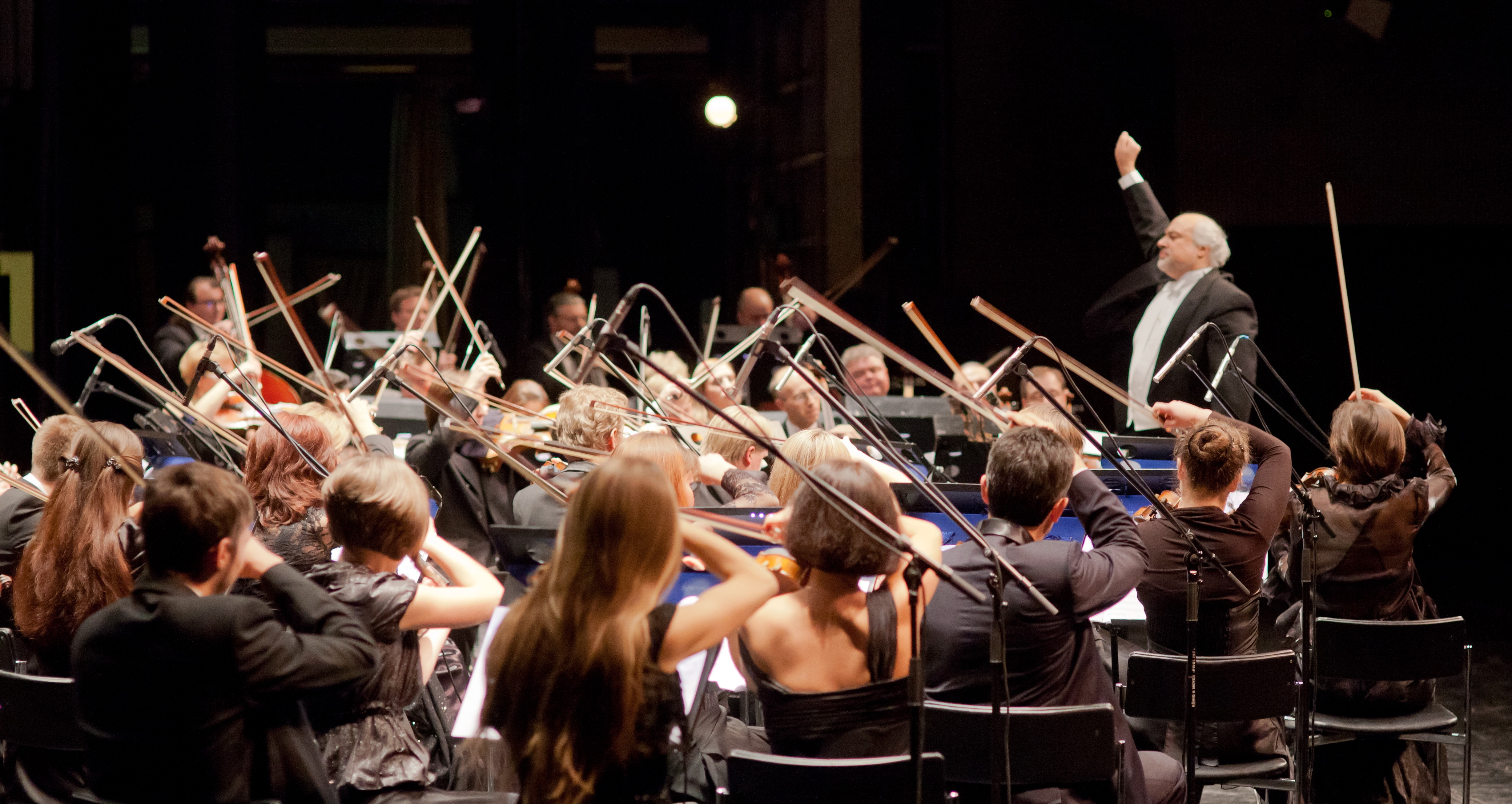
Константин Орбелян и Балтийский симфонический оркестр

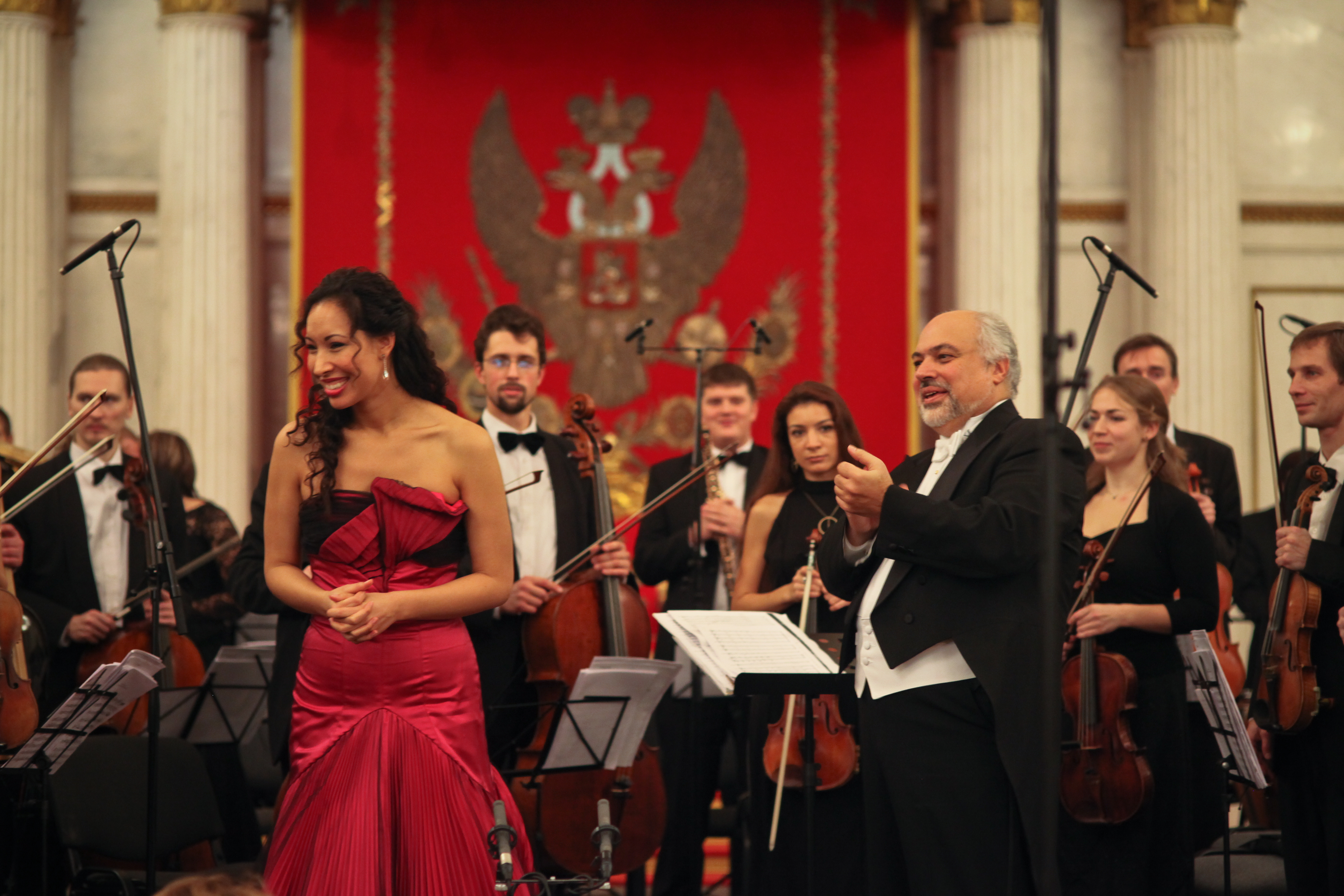
Николь Кабэль в сопровождении Балтийского симфонического оркестра

Одно из приоритетных направлений творчества Балтийского симфонического оркестра — исполнение шедевров мировой оперно-симфонической музыки.
Коллектив исполняет также современные сочинения для симфонического оркестра, с использованием электронных акустических систем. Помимо концертных выступлений, Балтийский симфонический оркестр ведет активную студийную работу по записи музыкального сопровождения к фильмам и видеоиграм.

### Значимые проекты
- 2011 — запись сопровождения к играм Birds of Steel и World of Planes
- 4 ноября 2011 — Н. Кабэль в сопровождении Балтийского симфонического оркестра (концерт в Гербовом зале Эрмитажа)
- 6 декабря 2011 — Д. Хворостовский в сопровождении Балтийского симфонического оркестра (концерт в БКЗ Октябрьский)
- 23—24 июня 2012 — выступление на празднике выпускников «Алые паруса 2012»
- 2012 — запись саундтрека к игре компании Gajin — «Birds of steel», издатель — Konami (платформы — Sony PS III и Xbox 360)
- 2012—2014 — запись саундтрека к игре «War Thunder» компании Gaijin и последующий выпуск саундтреков.
- 2013 — запись саундтрека к мультфильму «Три богатыря: ход конем»
- 2014 — запись саундтрека к мультфильму «Иван Царевич и серый волк 3»
- 2015 — запись саундтрека к мультфильму «Крепость: щитом и мечом»
- 2015 — запись саундтрека к мультфильму «Урфин Джюс и его деревянные солдаты»
- 2016 — запись саундтрека к мультфильму «Три богатыря и морской царь»
- 2016 — запись саундтрека к мультфильму «Три богатыря и принцесса Египта»
- 2017 — запись саундтрека к фильму «Защитники» компании Enjoy Movies
- 2017 — «Гарри Поттер и философский камень» в сопровождении Балтийского симфонического оркестра, дирижёр John Jesensky(США)
- 2019 — участие в установлении рекорда для Книги рекордов Гиннеса в категории «Самый большой оркестр»
- 2019 — живое исполнение гимна Лиги чемпионов перед матчем «Зенит»-«Бенфика» на стадионе Газпром Арена (Санкт-Петербург)
- 2021 — запись части саундтрека игры «Pathfinder CRPG-Wrath of the Righteous|Kingmaker» (Owlcat Games)
- 2024 — запись саундтрека к фильму «Онегин» (режиссёр Сарик Андреасян)